# Josep Maria d'Alòs i de Dou
Josep Maria d'Alòs i de Dou   (Barcelona, 15 de gener de 1873 - Montcada i Reixac, 13 de novembre de 1936), fou un prevere català, expert en heràldica i genealogia.

## Biografia
Els seus pares eren Lluís Ferran d'Alòs i de Martín (1839-1904) i Gertrudis de Dou i de Moner (1844-1924), que l'any 1880 foren nomenats pel papa Lleó XIII com a marquesos de Dou per la seva exemplaritat cristiana. Fou el seu sisè fill dels 12 que va arribar a tenir la parella.
Va estudiar batxillerat al Jesuïtes de Manresa, per a posteriorment llicenciar-se en Filosofia i Lletres a la Universitat de Barcelona. Cursà els estudis eclesiàstics al Seminari Conciliar de Barcelona, per a llicenciar-se tot seguit en Teologia per la Universitat Pontificia de Tarragona. Finalment estudià Història Eclesiàstica i Arqueologia a Roma.
El 1885 es va ordenar sacerdot, i fou coadjutor de les parròquies de Sant Pere d'El Masnou i de Santa Maria del Mar de Barcelona, d'on n'obtingué el benefici (1901). El 1902 fou nomental professor d'Història Eclesiàstica i Arqueologia del Seminari Conciliar de Barcelona, i des del mateix any i fins a la seva mort era el Degà del Claustre de Professors del Seminari. Durant la seva etapa de professor al Seminari va donar diversos volums a la Biblioteca Pública Episcopal, provinents del fons de Ramon Llàtzer de Dou i de Bassols, antic canceller de la Universitat de Cervera.
En el moment de l'esclat de la Guerra Civil espanyola vivia amb el seu germà, el també sacerdot Manuel d'Alòs i de Dou.

## Obres
- Alòs i de Dou, Josep Maria d'. La capilla de San Francisco de Asís y Santa Clara, vulgarment llamada de Ntra. Sra. del Remedio (en castellà).  Barcelona: La Hormiga de Oro, 1915. OCLC 1249930339.
- Alòs i de Dou, Josep Maria d'. San José Oriol y Santa María del Mar de Barcelona : notas históricas acerca las relacions que han mediado siempre entre ambos (en castellà).  Barcelona: La Hormiga de Oro, 1927. OCLC 1286259047.